# Rusumo Falls
Die Rusumo Falls (Kinyarwanda Isumo rya Rusumo) sind Wasserfälle, gelegen auf der Grenze zwischen Ruanda und Tansania am Kagera-Nil in Afrika.

## Beschreibung
Nur wenige Hundert Meter unterhalb seines sogenannten „Südknies“ stürzt das Wasser des Kagera-Nils über seine rund 15 Meter hohen und 40 Meter breiten Kaskaden der Rusumo Falls in einen bis zu 15 Kilometer weiten, sumpfigen und seenreichen Graben, in dem unter anderem auch der Akagera-Nationalpark liegt, und mündet schließlich in den Victoriasee.  Das Einzugsgebiet des Kagera umfasst den Großteil Ruandas. Das Wasser an den Rusumo Falls ist saisonal schlammig braun gefärbt.

## Geschichte

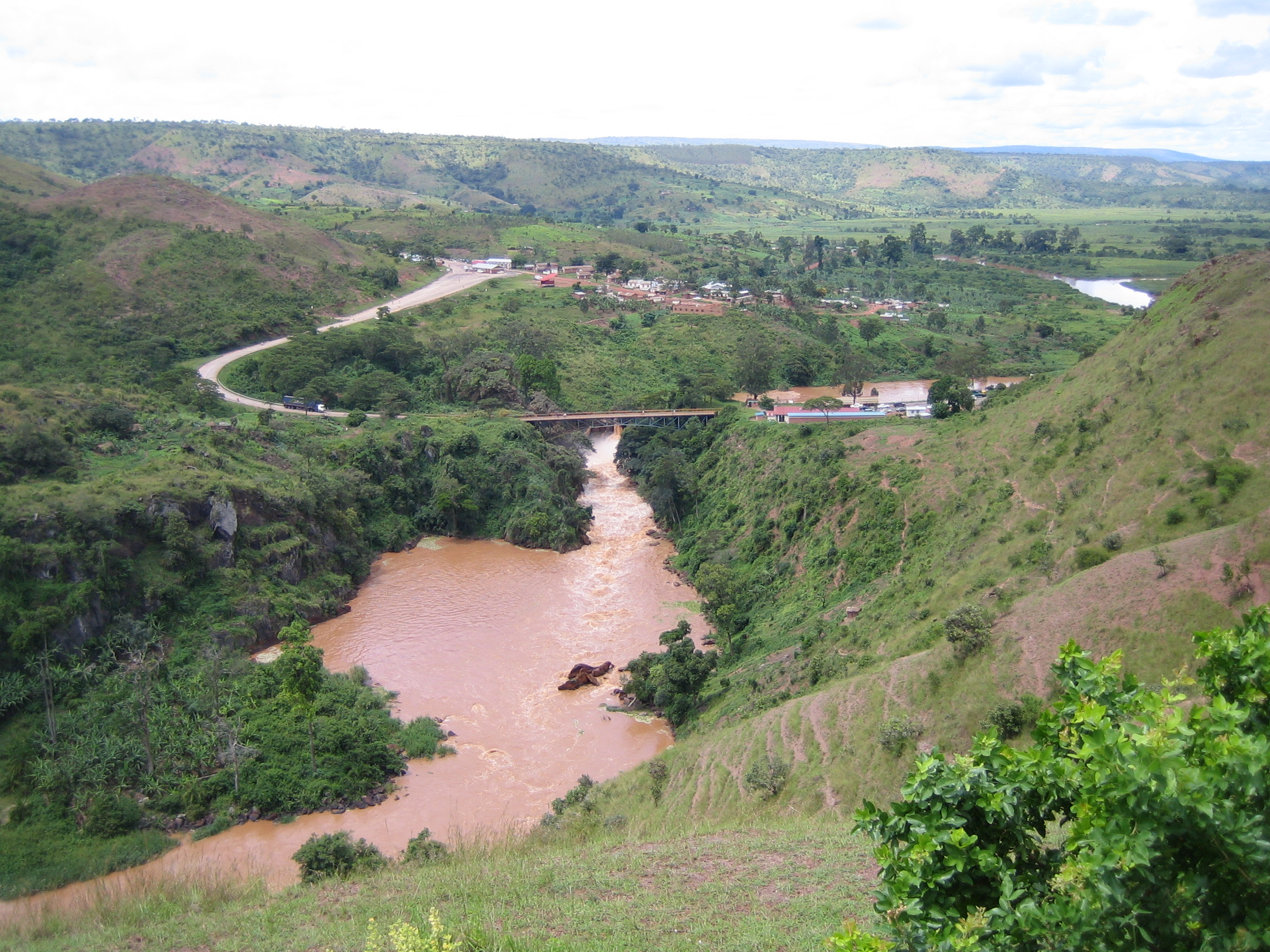
Rusumo Falls und Bridge im April 2005

Der deutsche Afrikaforscher Gustav Adolf von Götzen, der später Gouverneur von Deutsch-Ostafrika wurde, überquerte hier 1894 auf einer Expedition den Kagera und betrat Ruanda, wo er sich anschließend als erster Europäer am ruandischen Königshof aufhielt. Im Ersten Weltkrieg lag bei den Rusomo Falls die einzige Überquerungsmöglichkeit des Flusses und die Deutschen hatten sich auf der ruandischen Seite verschanzt. Um sie zu vertreiben, setzten die Belgier 1916 Artillerie ein. Von besonders historischer Bedeutung war jedoch der im April 1994 beginnende Völkermord in Ruanda.
Damals flohen Schätzungen nach rund 500.000 Menschen über die Rusumo Bridge an den Rusumo Falls nach Tansania. Etwa die Hälfte dieser kam allein innerhalb eines Zeitraums von 24 Stunden, was als einer der schnellsten und größten Flüchtlingsströme der Neuzeit gilt. Nach Berichten von Journalisten trieben damals etwa minütlich Leichen von Opfern des Völkermords die Wasserfälle hinab.
2014 eröffnete an den Rusumo Falls eine neue Brücke und Grenzanlage. Die ältere und kleinere Brücke befindet sich näher an den Wasserfällen.
Das Wasserkraftwerk Rusumo Falls befindet sich noch im Bau (Stand Januar 2024). Dieses soll eine Leistung von 80 MW haben, die zu gleichen Teilen an die drei an dem Projekt beteiligten Staaten Burundi, Ruanda und Tansania gehen soll.

## Trivia
Die Rusumo Falls waren Motiv einer am 24. Oktober 1966 ausgegebenen ruandischen Gedenkmarke.